# Zapobieganie konfliktom
Zapobieganie konfliktom (ang. conflict prevention) – działania różnego rodzaju, zwłaszcza w ramach określonych postanowieniami rozdziału VI Karty Narodów Zjednoczonych, obejmujące misje dyplomatyczne, konsultacje, ostrzeganie, inspekcje, monitorowanie i obserwację oraz prewencyjne rozwinięcie sił w celu zapobieżenia konfliktowi zbrojnemu.